# Campylocheta argenticeps
Campylocheta argenticeps är en tvåvingeart som beskrevs av Hiroshi Shima 1985. Campylocheta argenticeps ingår i släktet Campylocheta och familjen parasitflugor. Inga underarter finns listade i Catalogue of Life.